# Muzeum Żeglugi Morskiej w Larviku
Muzeum Żeglugi Morskiej w Larviku (norw. Larvik Sjøfartsmuseum) – norweskie muzeum żeglugi zlokalizowane w Larviku.

## Historia i ekspozycja
Stowarzyszenie morskie w Larviku zostało założono w 1926. Celem jego działalności jest m.in. gromadzenie zbiorów dotyczących żeglugi morskiej związanej z Larvikiem. Od 1962 muzeum mieści się przy Kirkestredet 5, w jednym z najstarszych murowanych domów w mieście, wybudowanym z 1730. Placówkę przejściowo zamknięto w 2011, z powodu szeroko zakrojonych prac konserwatorskich w budynku. 
Zbiory (rozmieszczone na dwóch piętrach, w ramach dwóch odrębnych ekspozycji) obejmują obiekty, zdjęcia i archiwa związane z żeglugą larvicką, wielorybnictwem i dziedzinami pokrewnymi. Ma w swoich zbiorach pamiątki po takich osobach, jak Colin Archer i Thor Heyerdahl. Kolekcja jest zarządzana przez Larvik Museum, ale pozostaje własnością stowarzyszenia Larvik Sjøfartsmuseum.